# Bolbaffer sebastiani
Bolbaffer sebastiani là một loài bọ cánh cứng trong họ Geotrupidae. Loài này được Gussmann & Scholtz miêu tả khoa học năm 2001.